# Tipula (Yamatotipula) subnova
Tipula (Yamatotipula) subnova is een tweevleugelige uit de familie langpootmuggen (Tipulidae). De soort komt voor in het Palearctisch gebied.